# Juan Carlos Colman
Juan Carlos Colman (né le 15 décembre 1922 à Concordia en Argentine et mort le 15 septembre 1999) est un footballeur international argentin, qui évoluait au poste de défenseur.

## Biographie

### Carrière en sélection
Avec l'équipe d'Argentine, il dispute 13 matchs (pour aucun but inscrit) entre 1947 et 1956. Il figure notamment dans le groupe des sélectionnés lors des Copa América de 1947 et de 1955.

## Palmarès
| Boca Juniors - Championnat d'Argentine (1) : - Champion : 1954. |  | Argentine - Copa América (2) : - Vainqueur : 1947 et 1955. |